# Joseph Maria Baernreither

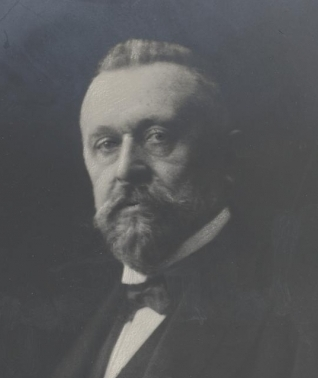
Joseph Maria Baernreither

Joseph Maria Baernreither (Praag, 12 april 1845 - Teplice-Schönau, 19 september 1925), was een Oostenrijks politicus.

## Levensloop

### Achtergrond en opleiding
Joseph Maria Baernreither was de zoon van de rijke Weense gutsbesitzer (eigenaar van een heerlijkheid) en industrieel Joseph Baernreither, die ondernemingen bezat in Bohemen en Galicië, en van Josefa Antonie Stelz.
Joseph Maria Baernreither volgde onderwijs aan een gymnasium in Praag en studeerde vervolgens rechten aan de Universiteiten van Heidelberg en Praag. Op 14 december 1871 promoveerde hij tot doctor in de rechten. Hij was vervolgens werkzaam bij de gerechtshoven van Praag en Reichenberg, laatstelijk als rechter. Hierna was hij als adjunct-directeur werkzaam op het ministerie van Justitie in Wenen.

### Politieke carrière
Joseph Maria Baernreither werd in 1878 in de Landdag van  Bohemen gekozen als vertegenwoordiger van de grootgrondbezitter. In 1885 werd hij voor het district Eger in de Rijksraad (Reichrat) als lid van de Partij van Grondwetsgetrouwe Grootgrondbezitters ("Verfassungstreuen Großgrundbesitzes"). Als parlementariër was hij voorstander van liberale hervormingen en steunde de liberale regering van minister-president Eduard Graf von Taaffe. Daarnaast maakte hij zich sterk voor een hervorming van het procesrecht. Baernreither gold als een begenadigd spreker. Van 5 maart tot 4 oktober 1898 was hij korte tijd minister van Handel in het kabinet-Thun und Hohenstein.
Als sociaal-liberaal en voorstander van gelijke rechten voor de diverse volkeren in het Oostenrijkse deel (Cisleithanië) van Oostenrijk-Hongarije lag hij voortdurend overhoop met de Deutschnationalen uit Bohemen die hem als verrader en intrigant brandmerkten. Bij de eerste Oostenrijkse parlementsverkiezingen op basis van algemeen mannenkiesrecht werd Baernreither ondanks zijn voortreffelijke arbeid als parlementslid, niet in de Rijksraad herkozen. Korte tijd later werd hij echter in het Herenhuis (Herrenhaus) gekozen waar hij zich aansloot bij de fractie van Linkse Grondwetsgetrouwen ("Verfassungstreuen Linken") aansloot. Als lid van het Herenhuis hield hij zich bezig met de invoering van de Wet op Kinderarbeid, gelijkberechting van het Tsjechisch en Duits in Bohemen en Moravië alsook met het Zuid-Slavische vraagstuk.
Voor de Eerste Wereldoorlog betoonde hij zich een krachtig tegenstander van de Oorlogspartij (Kriegspartei), waarvan de chef van de generale staf Franz Conrad von Hötzendorf, premier Karl von Stürgkh, minister van Oorlog Alexander von Krobatin en minister van Financiën Leon von Biliński de voornaamste leden waren. De oorlogspartij streefde een aanvalsoorlog op Servië na en vervolgens de annexatie van dit land. Volgens Baernreither was het niet realistisch om het revolutionaire en democratische Servië, een land zonder machtige adel en grootgrondbezitters op te laten gaan in het Oostenrijks-Hongaarse rijk.
Aan het einde van de Eerste Wereldoorlog toen duidelijk werd dat hervormingen nodig waren teneinde het rijk te redden, werd Baernreither minister zonder portefeuille in het kabinet-Clam-Martinic (20 december 1916 - 23 juni 1917). Hij was belast met de oprichting van een ministerie van Sociale Zaken (het eerste ter wereld). Daarnaast fungeerde Baernreither eigenlijk al als een soort minister van Sociale Zaken. Zo hield hij zich bezig met de invoering van jeugdzorg en een Raad voor de Kinderbescherming. Tijdens zijn korte ambtstermijn legde Baernreither de fundamenten voor de naoorlogse Oostenrijkse verzorgingsstaat.
Joseph Maria Baernreither was een groot voorstander van een Centraal-Europese eenheid (dat wil zeggen een Duits-Oostenrijks economisch blok) als derde economische grootmacht - naast de Verenigde Staten en het Verenigd Koninkrijk -, een idee dat vooral veel weerklank vond in Duitsland en onder Oostenrijkse sociaaldemocraten, liberalen en Deutschnationalen. Baernreither was zelfs voorzitter van de Mitteleuropäischen Wirtschaftsverein (Centraal-Europese Economische Vereniging). Overigens zag Baernreither niets in het opgaan van Oostenrijk in het Duitse Keizerrijk, integendeel, hij hoopte dat de Habsburgse monarchie zou worden versterkt. Realistisch gezien was een Centraal-Europese eenheid van Cisleithanië en Duitsland niet haalbaar: wat moest er gebeuren met Transleithanië (het Hongaarse deel van de Habsburgse monarchie)? En de Slavische volkeren binnen Cisleithanië?
Na de Eerste Wereldoorlog trok Baernreither zich uit de politiek terug. Hij overleed op 80-jarige leeftijd in Tepice-Schönau, in de Republiek Tsjechoslowakije.

## Werken
- Fragmente eines politischen Tagebuches. Die südslawische Frage und Österreich-Ungarn vor dem Weltkrieg. Verlag für Kulturpolitik. Berlijn 1928.
- Der Verfall des Habsburgerreiches und die Deutschen. Fragmente eines politischen Tagebuches 1897-1917. Verlag Holzhausen. Wenen 1939.

## Voetnoten
1. ↑  Het lagerhuis van het Oostenrijkse parlement
2. ↑  Het hogerhuis van het Oostenrijkse parlement

- Gemeinsame Normdatei: 118505858
- International Standard Name Identifier: 0000 0001 1043 1005
- Library of Congress Control Number: no2019122041
- Nationale Bibliotheek van Tsjechië: mzk2005269793
- Nationale bibliotheek van Australië: 35987416
- Nationale Bibliotheek van Israël: 987007402964105171
- Nationale Bibliotheek van Polen: a0000001224965
- Nationale en Universitaire bibliotheek Zagreb: 000065914
- Nederlandse Thesaurus van Auteursnamen: 06873493X
- Istituto Centrale per il Catalogo Unico: PAVV005307
- Système universitaire de documentation: 081220596
- Trove: 1174393
- Virtual International Authority File: 20471172
- WorldCat: E39PBJgMDrXJpQWHdKBKyWbyBP